# مسارات هيئة الخدمات الصحية الوطنية
مسارات هيئة الخدمات الصحية الوطنية هي برنامج انتخاب تستخدمه خدمة الصحية الوطنية في إنجلترا لفرز المكالمات الهاتفية العامة للرعاية الطبية والخدمات الطبية الطارئة -مثلا مكالمات 999 أو 111- في بعض الوحدات التنظيمية لخدمة الصحة الوطنية وفي خمسة من مراكز تقديم خدمات الإسعاف في الدولة.
في صلاحيتها الطارئة، لقد استبدلت نظام إرسال الأولوية الطبية المتقدّم لبعض الوحدات التنظيمية، وفي الفرز الهاتفي غير الطارئ، ويوجد في العديد من أنظمة فرز الرعاية الطبية مثل خدمة الصحة الوطنية 111 .
النظام -وُجد للرغبة في الحد من الاستدعاءات غير الضرورية لخدمات الطوارئ ووللتقليل من حالات المرضى المُعاد توجيههم بين مزودي الرعاية بسبب إعادة الفرز- صُمّم لفرز أي مشكلة صحية والرجوع إلى الخدمة المناسبة سواء كانت داخل أو خارج الخدمة التي تقوم بإجراء الفرز. مع نظام إدارة القدرات تمّ تصميم مسارات خدمة الصحة الوطنية لتأخذ بعين الاعتبار الخدمات المتوفّرة محليّاً للمريض عند تقديم الرعاية.
الخلاصة، الهدف هو أنّ أي مشكلة في الرعاية الصحية يُمكن أن تُفرز وتوزّع على أساس الحاجة بواسطة أي فرع من فروع خدمة الصحة الوطنية – الطارئة أو غير الطارئة – ويُمكن توجيهها إلى أي مزوّد رعاية صحيّة مُتاح دون الحاجة إلى فرز ثانٍ عند إحالتها أو أي تأخير.

## طريقة الانتخاب «الفرز وتحديد الاولوية»
كما هو الحال مع الكثير من أنظمة الانتخاب، تعمل خدمة الصحة الوطنية على مبدأ تشخيص الاستبعاد -وهو استثناء الحالات القائمة على مجموعة من أسئلة الانتخاب التي يضعها كبار الأطباء العاملين في خدمة الصحة الوطنية.
عند وصول حالة مرضيّة أو إصابة لا يُمكن استبعادها، يوجّه النظام المريض إلى مستوى الرعاية المناسب لهذه الحالة. نظرياً، سيحصل المرضى على مستوى رعاية صحية أفضل مما تتطلّبه حالتهم الفعلية في بعض الأحيان، لكن لن يحصلوا أبداً على مستوى أدنى مما تتطلبه حالتهم. على عكس أنظمة الانتخاب الأخرى، في حالة الطوارئ يمكن أن تقود مسارات خدمة الصحة الوطنية المريض إلى الطبيب أو المُمرّض أو قسم الطوارئ أو إلى قسم الرعاية الصحية في المنزل، بينما غالبا ما تؤدي الأنظمة الأخرى إلى مستويات مختلفة من الاستجابة لسيارات الإسعاف.
يسلّط الضوء في حالة الافتقار إلى مقدمي الرعاية الصحية في منطقة ما على العجز في الخدمات التي يتعيّن على خدمة الصحة الوطنية لمراجعتها.

## الاستخدام الحالي
تُستخدم هيئة الخدمات الصحية الوطنية حاليا في تسع من إحدى عشرة خدمة اسعاف إنجليزية:
خدمة الإسعاف في الشمال الشرقي 999 و 111
خدمة الإسعاف في الجنوب الغربي 111
خدمة إسعاف الساحل الجنوبي الشرقي 999 و 111
خدمة إسعاف غرب الأراضي الوسطى 999
الوحدة التنظيمية لخدمة الصحة الوطنية في جزيرة وايت 999 و 111
خدمة إسعاف وسط الجنوب 999 و 111
خدمة الإسعاف في الشمال الغربي 111
خدمة الإسعاف في يوركشاير 111
خدمة الإسعاف في لندن 111
بالإضافة، هناك العديد من مقدمي الخدمات الصحية الوطنية 111 الذين لا يستخدمون سيارات الإسعاف، تتضمّن: شركة Vocare وشركة Care UK و IC24 و Derbyshire Health United و Herts Urgent Care وعدد من الأطباء المتعاونين الذين يعملون خارج ساعات عملهم.

## التاريخ
تطوّرت مسارات خدمة الصحة الوطنية تَبَعاً للتقارير المقدمة من المكتب الوطني لمراجعة الحسابات بسبب عدم تناسق إحصائيات «الاستماع والعلاج» في خدمات الإسعاف في الولايات المتحدة.
في حزيران من العام 2011، تمت الموافقة عليه من المكتب الوطني لمراجعة الحسابات "كوسيلة لتحقيق مُدّخرات كبيرة ولتحسين كفاءة خدمات الإسعاف.
كان المقصود من تطوره أن يتزامن -ويتكامل- مع نمو الخدمة الصحية الوطنية لنظام الرعاية الصحية الجديد غير الطارئ 111.
في تشرين الأول من العام 2011، أعلنت وزارة الصحة عن خطط لتوسيع الخدمة الصحية الوطنية – ومساراتها – عبر المملكة المتحدة بحلول عام 2013 لتحل محل الخدمة الصحية الوطنية المباشرة.
تلقّى دورها في طب الطوارئ تغطية إعلامية من هيئة الإذاعة البريطانية والتي ركزت على الأمل في التقليل من عمليات إرسال سيارات الإسعاف غير الضرورية كتحسين على نظام إرسال الأولوية الطبية المتقدّم الحالي أو أنظمة الإرسال القائمة على المعايير.
أعلنت خدمة الإسعاف في شمال شرق البلاد -والتي تستخدم مسارات خدمة الصحة الوطنية- أنّها قللت من تلك المكالمات بمقدار 2000 مكالمة شهرياً.
يمكن لمسارات خدمة الصحة الوطنية -باستخدام نظام إدارة القدرات- تحليل الخدمات الطبية المحلية لكل متصل، وبالتالي توجيه المريض إلى وحدات الإصابة الطفيفة القريبة أو العيادات الطبية وِفقاً لحالته.
أطلقت الخدمة الصحية الوطنية مساراتها بمثال أنثى بالغة مصابة بتمزّق في الذراع - بعد الفرز واختيار حالتها بواسطة مسارات خدمة الصحة الوطنية عبر خدمة الصحة الوطنية 111- تم توجيهها إلى وحدة الإصابات الطفيفة - على بُعد ميل واحد من بيتها - والتي تمّ تحديدها بفضل وظيفة نظام إدارة القدرات لمسارات خدمة الصحة الوطنية واعتُبرت هذه المسافة مناسبة.
نظريّاً، يمكن لأي مريض يعاني من أي مشكلة صحية الاتصال بأي مقدّم رعاية طبية عبر الهاتف (999، خدمة الصحة الوطنية 111، الأطباء الذين يعملون خارج ساعات العمل الرسمية) وسيتم توجيهه إلى الرعاية المناسبة، سواء كان طبيب أو ممرض أو قسم الطوارئ باستخدام نظام واحد.